# 青木夕夏
青木 夕夏（あおき ゆうか、1974年5月16日 - ）は、東京都出身の日本の元女優、元モデル。旧芸名は池本 まいか。エレクトーンインストラクターの資格を持つ。活動当時の所属事務所は（有）ビッグアンドエム内正木ルーム。血液型はO型。

## 来歴・人物
スタイリストを夢見つつ、学生時代にアルバイトでスタイリストのアシスタントを務めていた際にスカウトされ、1993年にモデルとして芸能界入り。
雑誌、イベント、テレビ番組のアシスタント等を経た後、1998年に俳優への転身のため事務所をそれまでのブロードアベニューから現事務所へ移籍、芸名を青木 夕夏と改名した。以来、ドラマや舞台などで活躍する。
2007年11月、公式ブログにて休業を宣言し、翌2008年7月5日に引退を宣言した。

## 出演
特別な併記のないものは青木夕夏名義の作品である。

### テレビドラマ
池本まいか 名義
- 友達の恋人（1997年、TBS）

青木夕夏 名義
- 時空警察ヴェッカーD-02（2002年、テレビ朝日）時空刑事ナツ・ゴドー役
- 太陽と雪のかけら（2002年、TBS）
- ぼくの魔法使い（2003年、日本テレビ）
- 女と愛とミステリー 復讐する女 窓際信金マンの事件帳簿2（2004年、テレビ東京）
- 金曜エンタテイメント 名司会者・寿鶴子 殺人スピーチ②（2006年、フジテレビ）

### バラエティ
池本まいか 名義
- とんねるずのみなさんのおかげです（出演時期不明、フジテレビ）レギュラーアシスタント
- 出動!ミニスカポリス（1997年、テレビ東京）2代目ポリス
- ダウンタウンのごっつええ感じ（出演時期不明、フジテレビ）
- 週刊スタミナ天国（出演時期不明、フジテレビ）アシスタント
- TVチャンピオン（出演時期不明、テレビ東京）アシスタント
- 平成あっぱれテレビ（出演時期不明、日本テレビ）

### その他のテレビ番組
池本まいか 名義
- ワイド!スクランブル（出演時期不明、テレビ朝日）木曜レギュラー

### 映画
- 莟みし花〜本郷村善九郎と大原騒動〜（2002年、奥飛騨村）
- AGE37（2003年、すかんぴんプロジェクト）

### CM
池本まいか 名義
- トーヨータイヤ（1995年）
- 三菱カーナビゲーション（1995年）

青木夕夏 名義
- 日本園芸農業協同組合連合会（2001年〜2002年）朝みかん編

### オリジナルビデオ・DVD
池本まいか 名義
- ワル外伝（1998年、ミュージアム）
- 新人アナウンサー（2000年、マーメイド）

青木夕夏 名義
- 男たちの墓標 事件屋稼業（2000年、ミュージアム）

### 舞台
- 愛の幕張7（2001年）ユームエンタープライズ・プロデュース公演
- Toki〜地下鉄に風吹き抜けて〜（2001年）東京倶楽部公演
- 難破船（2002年）東京倶楽部公演
- ダイヤモンドの夜に逢おう（2002年）あシモド公演
- Dog's I 〜ドッグランド〜（2003年）あシモド公演
- 羊たちの午後（2004年）東京倶楽部公演

### ゲーム
池本まいか 名義
- 出動ミニスカポリス（1997年、SadaSoft）
- 日本プロ麻雀連盟公認 道場破り（2000年、加賀テック）

## ビデオ・DVD
池本まいか 名義
- GALS PARADISE 1996（三栄書房）
- RACE QUEENS 30 ベストセレクション30 VOL-1（1997年、オデッセウス出版）
- ミニスカポリス 2（2004年、フォーサイド・ドット・コム）

## 書籍
池本まいか 名義

### 写真集
- ギャルズ・パラダイス95（1995年、サンエイムック）
- ギャルズ・パラダイス96（1996年、サンエイムック）
- 96RACE QUEEN PICTORIALBOOK（1996年、コンパス）
- Race Queen Best 30（1997年、コスミックインターナショナル）
- 1997キャンギャル完璧ファイル（1997年、スコラ）
- Oh! キャンギャル -レースクイーン&キャンペーンガール完全チェック!-（1997年、東京三世社）

### 関連書籍
- 出動!ミニスカポリス ファンブック（1997年、ソフトバンククリエイティブ）